# منعطفة بردية محبة ملوحة الجبن
منعطفة بردية محبة ملوحة الجبن (الاسم العلمي: Psychroflexus halocasei) هي نوع من البكتيريا، سلبية الغرام، تتبع جنس منعطفة بردية.